# Челкаш
«Челкаш» — первое произведение Максима Горького, напечатанное в журнале «Русское богатство» в 1895 году (№ 6) при содействии В. Г. Короленко. Написано в августе 1894 года в Нижнем Новгороде. Рассказ включался во все собрания сочинений.

## Сюжет
Рассказ начинается описанием порта в утреннее рабочее время. Ближе к обеду появляется Гришка Челкаш — безработный босяк-контрабандист — в поисках напарника Мишки, с которым он вместе ворует, для нового «дела». Узнав от сторожа, что Мишка находится в больнице, Челкаш садится против дверей кабака, думая, как бы всё сделать самому. Размышляя, Челкаш замечает рядом широкоплечего молодого парня Гаврилу. Герои знакомятся. Гаврила рассказывает, что приехал в порт заработать денег и не жить в «зятьях», да и жениться пора.
Челкаш, представляясь рыбаком, предлагает парню работу — грести в лодке и ловить рыбу. После согласования герои отправляются в трактир. После наступления ночи они садятся в лодку и тихо, не привлекая внимания, отправляются «на работу». Пристав к стене, Челкаш исчезает, забрав паспорт Гаврилы, чтобы тот не сбежал, и возвращается с чем-то «кубическим и тяжёлым». Контрабандисты продолжают свой путь. Подплыв к барке, на которой их уже ждали напарники, забираются на палубу и скоро засыпают.
Проделанная противозаконная работа далась Гавриле с трудом, однако заработанные за ночь деньги и проснувшаяся в нём жадность заставляют задуматься о следующем подобном опыте. Проснувшись первым, Челкаш получает заработанные деньги, будит Гаврилу, и вдвоём, садясь в лодку, они отправляются на берег. Добравшись до берега, Гаврила бросается своему начальнику в ноги и просит отдать ему всю выручку, аргументируя это тем, что ему деньги нужнее.
Переполненный «жалостью и ненавистью к своему жадному рабу», Челкаш бросает деньги. После этого Гаврила признаётся, что ещё в лодке хотел убить Челкаша и забрать все деньги. Оскорблённый Челкаш забирает деньги и уходит. Тут же Гаврила бросает ему камень в голову и убегает, но вскоре возвращается. Видя Челкаша живым, он просит простить его, «снять грех с души». Челкаш достаёт все деньги из кармана и отдаёт Гавриле, который принимает деньги. Герои расходятся в разные стороны навсегда.

## История создания
В 1891 году Максим Горький попал в больницу города Николаев. Его соседом по койке оказался босяк, который и поведал писателю свою историю, которая впоследствии легла в основу произведения. Рассказ был написан за 2 дня и тут же отдан В. Короленко.

## Герои
- Челкаш — бывший крепостной крестьянин, босяк-контрабандист. Главный герой.
- Гаврила — крепостной крестьянин, деревенский парень, ищущий заработок. Главный герой.
- Семёныч — таможенный сторож.

## Критика
Варлам Шаламов в первом из «Очерков преступного мира» писал: «Горький <…> лишь отдал дань тому малограмотному восхищению перед кажущейся свободой суждения и смелостью поведения этой социальной группы <…> Челкаш романтизирован, возвеличен, а не развенчан».

## Экранизация
- 1956 — «Челкаш»